# Giorgia
Джорджа Тодрані (італ. Giorgia Todrani), відома як Giorgia (26 квітня 1971) — італійська співачка, авторка пісень, музикантка, продюсерка і радіоведуча. Одна з найзнаковіших та найвідоміших італійських співачок[джерело?].

## Біографія
Відома своїм голосом, який спирається на широкий вокальний діапазон і значні вокальні здібності, Джорджа є однією з найбільш знакових та відомих італійських співачок. Вона випустила дев'ять студійних альбомів (до 2013), всі з яких мали великий успіх в Італії та за кордоном. Giorgia знайшла широку популярність в Європі, а також в Канаді та Латинській Америці.

## Дискографія
- I primi anni (1993)
- Giorgia (1994) 2x platinum
- Tuttinpiedi (1994)
- Come Thelma & Louise (1995) 4x platinum
- Strano il mio destino – Live & Studio 95/96 (1996, live) 3x platinum
- One More Go Round (1996)
- Mangio troppa cioccolata (1997) diamond
- Giorgia España (1999)
- Girasole (1999) 3x platinum
- Senza ali (2001) 3x platinum
- Greatest hits – Le cose non vanno mai come credi (2002, collection) diamond
- E Poi (2002, collection)
- Ladra di vento (2003) 3x platinum
- Ladra di vento live 03/04  (2004, live, DVD)
- Mtv Unplugged Giorgia (2005, live, DVD) 3x platinum
- Stonata (2007) 2x platinum
- Spirito libero – Viaggi di voce 1992–2008 (2008, compilation) 2x platinum
- Giorgia Live alla Casa del Jazz (2008, live ep)
- Dietro le apparenze (2011) 2x platinum
- Senza Paura (2013) 2x Platinum